# Sourire archaïque

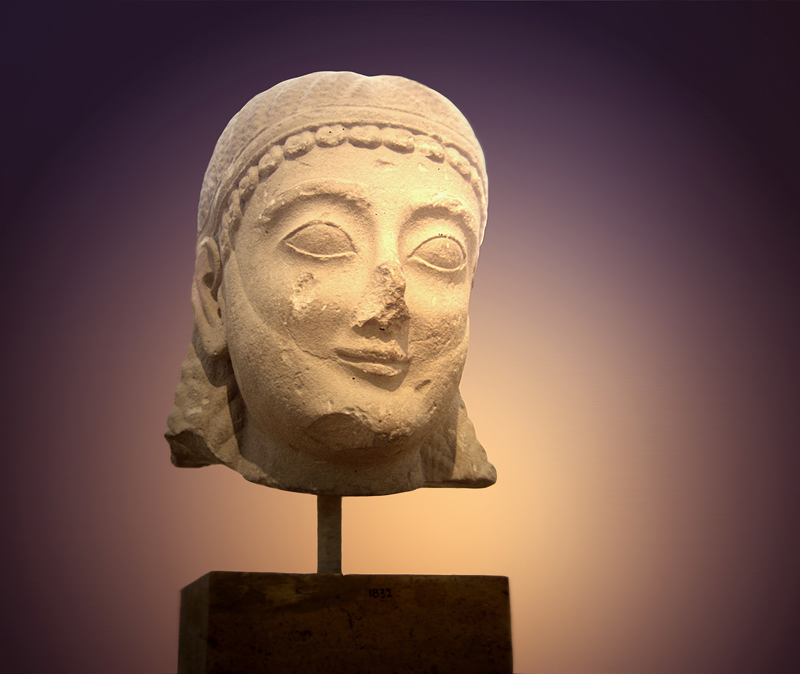
Tête de kouros, musée national archéologique d'Athènes

Le sourire archaïque a été utilisé par les sculpteurs grecs et étrusques de la période archaïque, en particulier dans le deuxième quart du VIe siècle av. J.-C., peut-être pour suggérer que leur objet était vivant et empreint d'un sentiment de bien-être. Pour les spectateurs habitués au réalisme, le sourire est plat et assez peu naturel, bien qu'il puisse être considéré comme un mouvement vers le naturalisme. C'est le sourire caractéristique du kouros et de la Coré.

## Descriptif
Les personnages au « sourire archaïque » se répandent à l'époque archaïque de la Grèce antique (environ 600 à 480 avant notre ère),. Pendant ce siècle et demi, jusqu'au milieu du Ve siècle av. J.-C., le sourire archaïque est largement sculpté, comme en témoignent les statues trouvés dans les fouilles archéologiques de tout le continent grec, d'Asie mineure et des îles de la mer Égée. La signification de la convention adoptée dans cette période n'est pas connue, mais il est souvent admis que pour les Grecs ce genre de sourire reflète un état de santé et de bien-être idéal. Il a également été suggéré que le sourire serait simplement le résultat d'une difficulté technique de réalisation de la forme incurvée de la bouche dans la tête un peu massive, typique de la sculpture archaïque.
L'un des exemples les plus connus de statue arborant ce sourire est le Kouros de Kroisos. Le guerrier tombé, du fronton ouest du temple d'Aphaia, à Égine, est un cas d'autant plus intéressant que le personnage souriant est proche de la mort.

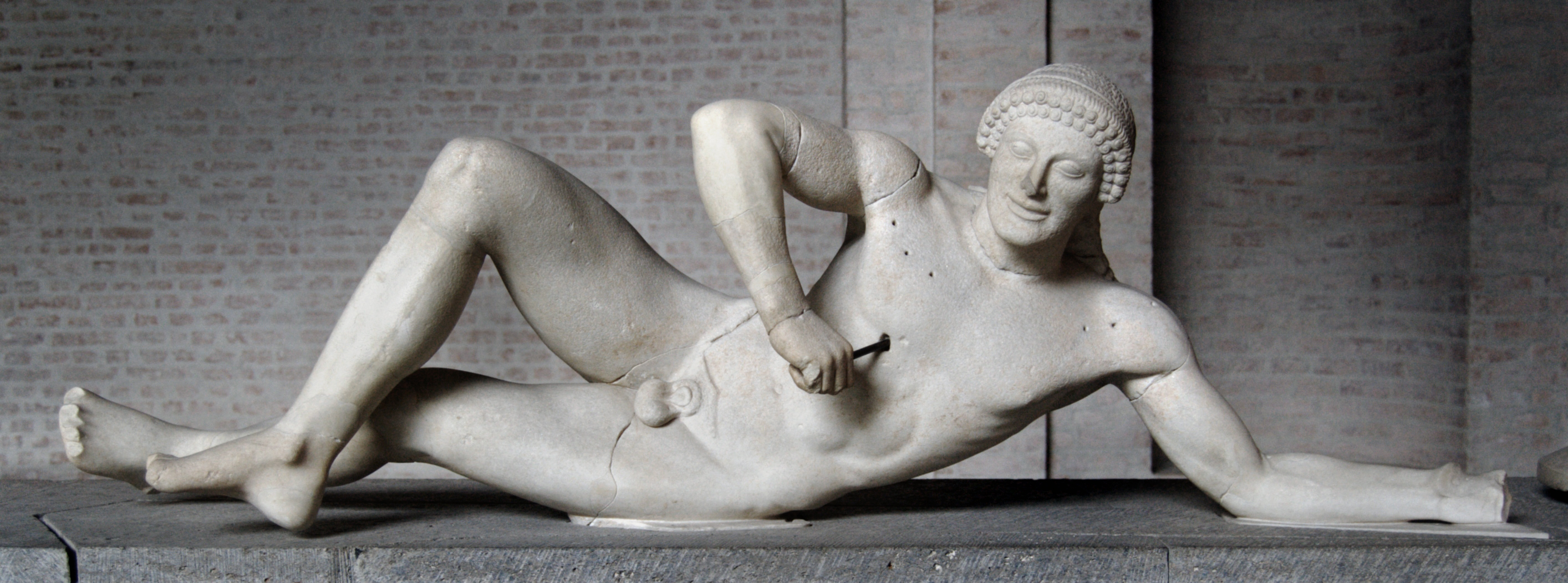
Guerrier troyen tombé, figure W-VII du fronton ouest du temple d'Aphaia, glyptothèque de Munich (v. 505-500 av. J.-C.)

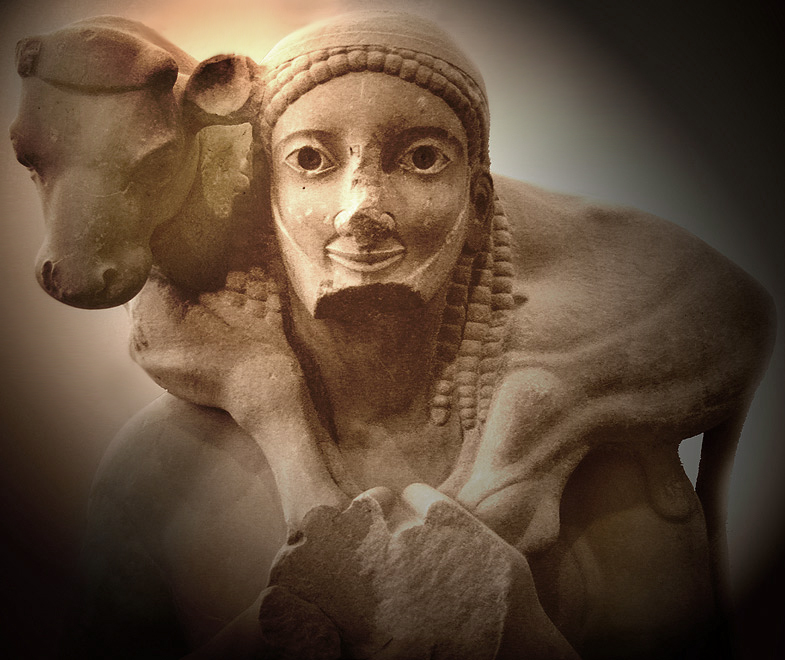
Le Moscophore, musée de l'Acropole d'Athènes (v. -570)
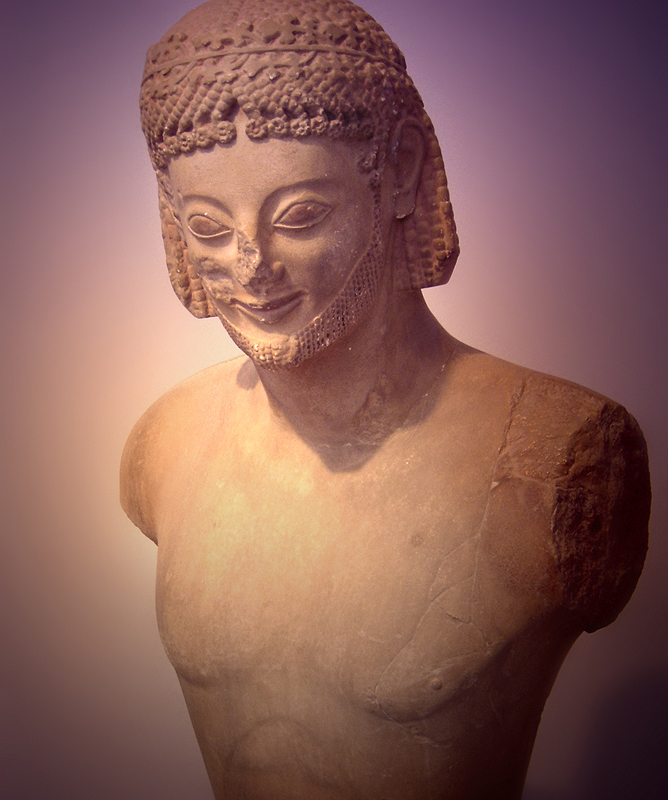
Le Cavalier Rampin, musée du Louvre et musée de l'Acropole d'Athènes (-560)
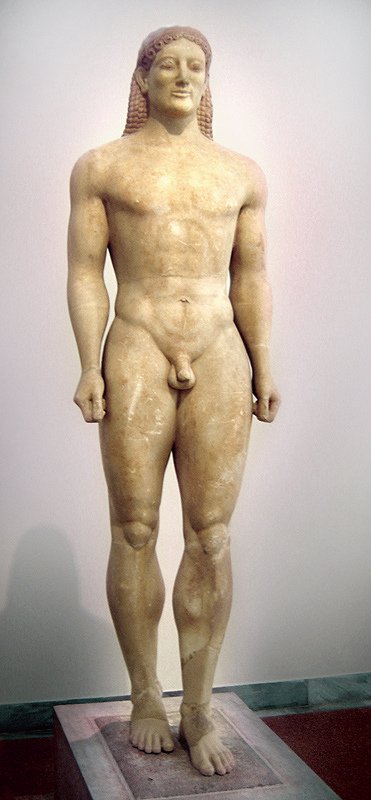
Le Kouros de Kroisos, musée national archéologique d'Athènes (-520)
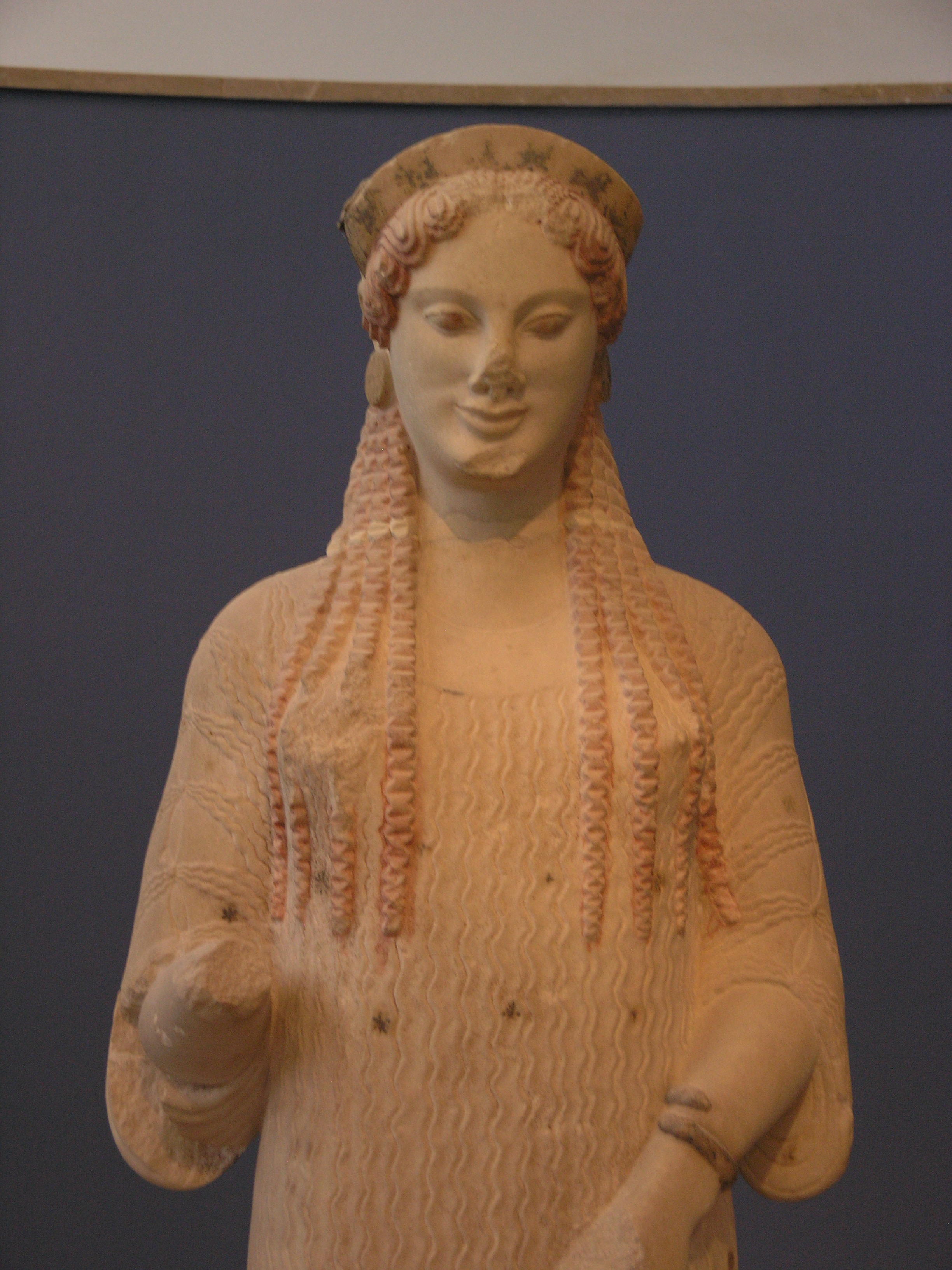
Korê péplophore, musée de l'Acropole d'Athènes (v. -520--510)
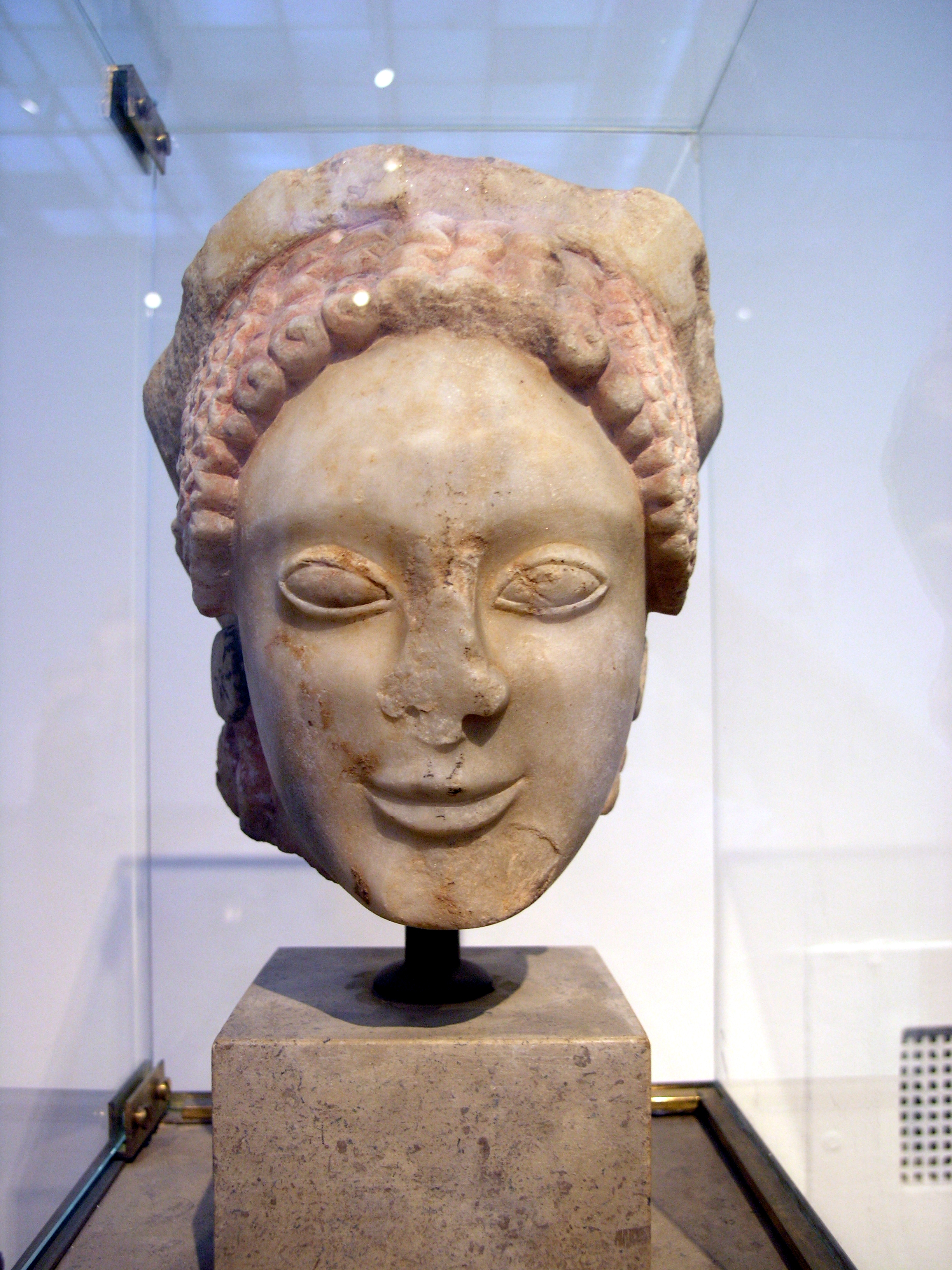
Korê d'Éleusis, musée national archéologique d'Athènes (fin du VIe siècle av. J.-C.)